# Sojusz Słowiański

Sojusz Słowiański (ros. Славянский союз) – rosyjska organizacja nacjonalistyczna założona we wrześniu 1999 roku, zabroniona i rozwiązana w czerwcu 2010 roku. Organizacja brała udział w corocznych pochodach rosyjskich nacjonalistów Russkij Marsz, prowadziła kampanie przeciw nielegalnej imigracji, udzielała pomocy osobom skazanym za przestępstwa kryminalne na tle etnicznym. Jej liderem był Dmitrij Nikołajewicz Diomuszkin.
27 kwietnia 2010 Moskiewski Sąd Miejski zabronił «Sojusz Słowiański» na terytorium Rosji jako ugrupowanie ekstremistyczne. Ten wyrok został potwierdzony przez Sąd Najwyższy Rosji 29 czerwca 2010. Tego samego dnia Diomuszkin zadeklarował rozwiązanie swej organizacji. 3 maja 2011 Diomuszkin, razem z liderem «Ruchu Przeciw Imigracji Nielegalnej» Aleksandrem Potkinym, założył nową organizację nacjonalistyczną «Rosjanie», która 28 października 2015 została zabroniona wyrokiem Moskiewskiego Sądu Miejskiego.